# مجموع ريمان
في الرياضيات، مجموع ريمان (بالإنكليزية: Riemann sum) هو نوع معين من الاقتراب من تكامل ما من خلال مجموع منته.

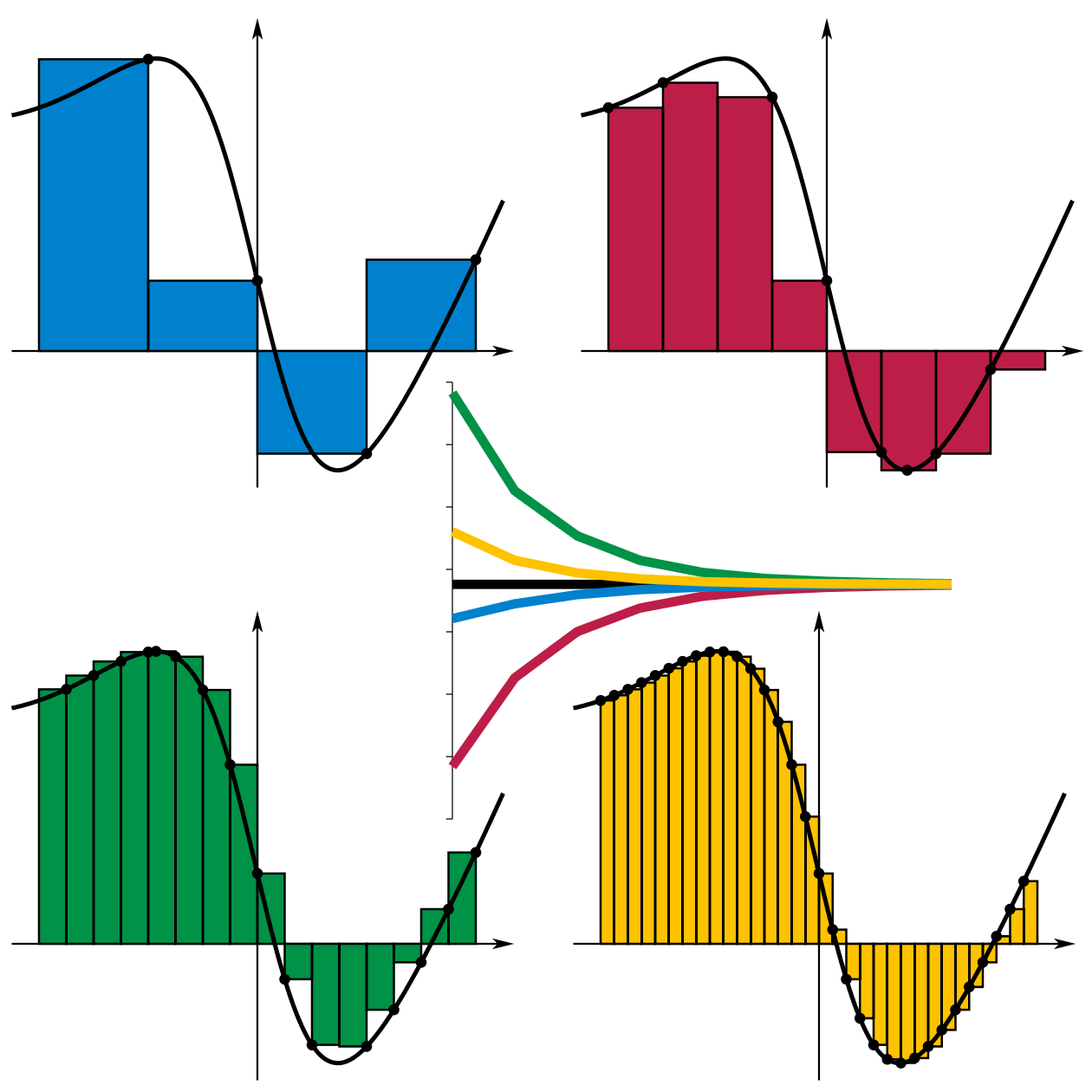
أربعة من طرق الجمع لريمان من أجل الاقتراب من قيمة المساحة الموجودة تحت المنحنى. طريقتا اليمين و اليسار تقتربان من المساحة المطلوبة باستعمال الحدين الأيمن والأيسر من كل مجال جزئي، على التوالي. Maximum and minimum methods make the approximation using the largest and smallest endpoint values of each subinterval, respectively. The values of the sums converge as the subintervals halve from top-left to bottom-right.

## تعريف
لتكن f : D → R دالة معرفة على مجموعة جزئية، D، من مستقيم الأعداد الحقيقية، R. ليكن [I = [a، b مجالا مغلقا ضمن D، ولتكن
{\displaystyle P=\left\{[x_{0},x_{1}],[x_{1},x_{2}],\dots ,[x_{n-1},x_{n}]\right\},}
تجزئة ل I, حيث
{\displaystyle a=x_{0}<x_{1}<x_{2}<\cdots <x_{n}=b.}
مجموع ريمان ل f على I طبقا للتجزئة P يعرف كما يلي
{\displaystyle S=\sum _{i=1}^{n}f(x_{i}^{*})(x_{i}-x_{i-1}),\quad x_{i-1}\leq x_{i}^{*}\leq x_{i}.}
لاختيار {\displaystyle x_{i}^{*}} في المجال {\displaystyle [x_{i-1},x_{i}]} عديد من الإمكانيات.
مثال: اختيار {\displaystyle x_{i}^{*}} يعطي مختلف الأنواع من مجاميع ريمان:
- إذا كان {\displaystyle x_{i}^{*}=x_{i-1}} مهما يكن i، فإن الطريقة هي القاعدة اليسرى ومنه S يسمى مجموع ريمان اليساري.
- إذا كان {\displaystyle x_{i}^{*}=x_{i}} مهما تكن i، فإن الطريقة هي القاعدة اليمنى ومنه S يسمى مجموع ريمان اليميني.
- إذا كان {\displaystyle x_{i}^{*}={\tfrac {1}{2}}(x_{i}+x_{i-1})} مهما تكن i، فإن الطريقة هي قاعدة النقطة الوسطى ومنه S يسمى مجموع ريمان الأوسط.
- متوسط مجموعي ريمان اليساري واليميني يسمى المجموع شبه المنحرف.
- إذا كان لدينا

{\displaystyle S=\sum _{i=1}^{n}v_{i}(x_{i}-x_{i-1}),}
عندما تكون {\displaystyle v_{i}}  أكبر حد من f على المجال {\displaystyle [x_{i-1},x_{i}]}, فإن S يعرف على أنه مجموع ريمان العُلوي.
- بالمماثلة، إذا كان {\displaystyle v_{i}} أصغر حد من f على المجال {\displaystyle [x_{i-1},x_{i}]}, فإن S يكون هو مجموع ريمان السفلي.

## التأويل الهندسي لمجموع ريمان

مجموع من اليسار
مجموع من اليمين
مجموع من الوسط
مع {\displaystyle y=x^{2}}

## وصلات خارجية
- محاكاة تظهر تقريب مجاميع ريمان